# Jan Jozef Raepsaet

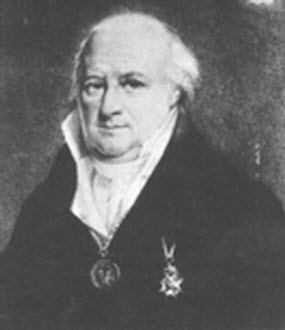

Jan Jozef Raepsaet (Oudenaarde, 29 december 1750 – aldaar, 19 februari 1832) was een Zuid-Nederlands politicus en historicus.

## Familie
Rond het midden van de achttiende eeuw klommen leden van de familie Raepsaet op van rurale ambtenaren in het zuidoosten van het graafschap Vlaanderen tot de hoogste rangen van de burgerij in Oudenaarde. Raepsaet was de kleinzoon van Jan Arent Raepsaet (1680-1752), griffier van Heestert en van Agnes Valcke. Hij was de zoon van Jan Raepsaet (†1774) advocaat en griffier van de kasselrij van Oudenaarde, die trouwde met Maria Joanna Vispoel, de dochter van Emmanuel Vispoel, de raadpensionaris van Oudenaarde.
De zus van Jan, Marie-Rose Raepsaet, trouwde in de Oudenaardse burgerij, met Hubert de Smet, luitenant-hoogbaljuw van Oudenaarde.
Ook zijn kinderen, de broers en zussen van Jan Jozef trouwden in dezelfde kringen:
- Marie Johanna Raepsaet, die trouwde met Georges Gerard, auditeur bij de Rekenkamer
- Xaveria Raepsaet, die trouwde met Petrus van der Schelden, advocaat bij de Raad van Vlaanderen en oppervoogd van de stad en de kasselrij Oudenaarde
- Isabelle Raepsaet, die trouwde met groothandelaar Charles Damman
- Jacobus Raepsaet (1758-1832), advocaat, hoogpointer voor de heer van Emsrode, die trouwde met Isabau Archie

Op 20 mei 1777 trouwde Jan Jozef Raepsaet in Antwerpen met Maria Olympa Bauwens, dochter van Jan-Baptist Bauwens, algemeen ontvanger van de kasselrij Oudenaarde en van Lucie van der Kinderen. Zij was een tante van Lieven Bauwens. Ze kregen niet minder dan zeventien kinderen. Vijf overleden als minderjarige, zes bleven vrijgezel, onder wie:
- Charles Raepsaet (1786-1850), advocaat
- Leo Raepsaet (1790-1875), pleitbezorger in Oudenaarde
- Richard Raepsaet (1792-1863), kanunnik van Sint-Baafs en secretaris van het bisdom Gent

De zes kinderen die trouwden waren:
- Jan Leopold Raepsaet (1778-1830), die trouwde met Marie Everaert. Hij was handelaar en gemeenteraadslid van Oudenaarde. Van hun vijf kinderen stierven er drie jong, een dochter bleef ongehuwd en zoon Eugeen werd mijnwerker.
- Lucie Raepsaet (1780-1820), die trouwde met apotheker Nazaire Cavenaille. Ze hadden negen kinderen.
- Sophie Raepsaet (1780-na 1832), die trouwde met advocaat Mathijs Ketele (1765-1817), die maire van Oudenaarde werd en voorzitter van de rechtbank van eerste aanleg. Ze hadden twee zonen.
- Emmanuel Raepsaet (1783-1853), die trouwde met Sophie Maerten. Hij werd agent van de Nationale Bank en verzekeringsagent. Hun zoon Henry (1816-1871) werd vrederechter en was historicus, trouwde met Hortense Saby, dochter van notaris en burgemeester van Etikhove en Edelare Jan Benedict Saby. Diens zoon Paul was van 1890 tot 1918 burgemeester van Oudenaarde, alsook Belgische volksvertegenwoordiger en senator.
- Gustaaf Raepsaet, winkelier, die trouwde met Marie-Thérèse Anciaux
- Henriette Raepsaet, die trouwde met graaf Maximiliaan Fleuriot de Langle, plaatscommandant van Oudenaarde

De meeste van de zeventien kinderen waren al overleden toen Jan Jozef Raepsaet stierf en ze hadden weinig nakomelingen verwekt, allerminst naamdragers Raepsaet.

## Levensloop
Raepsaet volgde lager onderwijs in zijn geboortestad en middelbaar onderwijs in Menen en Bergen. Daarna studeerde hij wijsbegeerte en rechten aan de Leuvense universiteit. Hij behaalde zijn diploma van licentiaat in de rechten op 17 december 1772 en werd op 16 januari 1773 advocaat bij de Raad van Vlaanderen. Hij vestigde zich in Oudenaarde en werd ook griffier van de kasselrij Oudenaarde, in opvolging van zijn vader. In 1778 nam hij van zijn schoonvader het ambt over van secretaris van het college van de oppervoogden, een van de twee colleges die samen de magistraat van Oudenaarde vormden.
Raepsaet werd weldra de voornaamste woordvoerder van de conservatieve opinie in Oudenaarde. Hij streed tegen de hervormingen van keizer Jozef II ook al stemde hij al dan niet stilzwijgende met sommige beslissingen in. De sluiting van sommige kloosters en de afschaffing van het kluizenaarschap vond hij goed.

## 1787
Toen in het voorjaar van 1787 de decreten bekend werden waarbij Jozef II de administratieve en juridische structuur van de Oostenrijkse Nederlanden grondig wijzigde, eiste Raepsaet, namens Oudenaarde, het herstel van de eeuwenoude heerlijke jurisdictie. Raepsaet verdedigde de Oudenaardse houding binnen de Staten van Vlaanderen en stelde de memorie op waarmee de afgevaardigden van de Staten naar de landvoogden trokken om de intrekking van de decreten te eisen. Na een eerste succes, waarbij op 7 juni 1787 de landvoogden de decreten introkken, stelde Jozef II dit opnieuw in vraag, en slechts na nieuwe onderhandelingen stemde hij op 18 september met de ratificatie van de oude constituties in.
In Vlaanderen werd Raepsaet beschouwd als de grote voorvechter en verwezenlijker van het herstel van de oude orde. In oktober 1787 werd hem een groot feest aangeboden: een Te Deum en plechtige mis opgedragen door de bisschop van Gent, een groots banket, een gouden medaille.
Hij bleef op zijn hoede en toen de keizer in 1788 de universiteit in Leuven aanpakte, stelde hij de tekst op waarbij Oudenaarde de oprichting van het 'Algemeen Seminarie' verwierp. Van toen af zocht Raepsaet nauwere contacten op met vooraanstaanden in Brabant, om samen te kunnen optreden tegen de keizerlijke politiek. Hij sloot vriendschap met Hendrik van der Noot en met enkele Brabantse abten en edelen.

## 1789
Het verzet tegen de keizer werd sterker vanaf de lente van 1789. Vanaf augustus werkte Raepsaet mee aan de voorbereiding van de opstand. Door advocaat Pieter Emmanuel de Lausnay uit Opwijk, in opdracht van Jan Frans Vonck, werd hij gevraagd om kolonel Jan Andries vander Mersch aan te spreken voor de Brabantse opstand. Hij zorgde voor de contacten tussen Van der Meersch en Van der Noot. Hij correspondeerde druk met de opstandige bevelhebbers in Breda in Staats-Brabant en Hulst in Staats-Vlaanderen en stuurde weerbare mannen naar hen toe.
Deze activiteiten ontsnapten niet aan de aandacht van de regering en op 21 oktober werd Raepsaet opgepakt en in Oudenaarde opgesloten. Ondanks protest en oproer werd hij naar Brussel overgebracht. Als represaille slaagde een groepje opstandelingen erin om de Oostenrijker Joseph de Crumpipen in zijn kasteel in Temse gevangen te nemen. De druk op de regering werd hierdoor opgevoerd, meer en meer steden en landelijke gebieden kwamen in opstand. Ook in Oudenaarde werd een 'patriottisch comité' opgericht.
Raepsaet kwam op 22 november vrij uit de Citadel van Antwerpen en op 6 december 1789 was hij weer in Oudenaarde. Hij behoorde voortaan tot de harde strekking van de revolutionairen. Samen met Karel Jozef de Graeve en Maarten de Bast was hij de auteur van het Manifest van de Provincie Vlaanderen, de onafhankelijkheidsverklaring van het graafschap Vlaanderen uit 1789, afgekondigd op 4 januari 1790. Hij weigerde nochtans in het Congres van de Verenigde Nederlandse Staten te gaan zitting nemen en hield het bij activiteiten binnen zijn machtsbasis, de Staten van Vlaanderen. Binnen Vlaanderen streed Raepsaet niet enkel tegen de keizersgezinden maar ook tegen de democratische, vonckistische, tendensen, die hij wist te neutraliseren.

## 1790-1792
Onder druk van de geallieerde mogendheden aanvaardden de leiders van de Brabantse Omwenteling om met Oostenrijk te onderhandelen over het Oostenrijks gezag. Raepsaet trok in september 1790 met graaf de Merode naar Den Haag om met de Oostenrijkse vertegenwoordigers te gaan onderhandelen. De starre standpunten van het Belgisch Congres, meer bepaald van Van der Noot, leidden onvermijdelijk tot een mislukking van deze onderhandelingen.
Raepsaet evolueerde toen tot een gevoel dat het beter was om met Oostenrijk overeen te komen. De onenigheden tussen de staten en binnen het leger deden hem besluiten dat men zich niet te stoer moest opstellen tegenover de keizer. Hij distantieerde zich van de tot mislukking gedoemde revolutie, nog voor de Oostenrijkers in december opnieuw de macht in handen namen. Hij ging niettemin nog eens mee met een delegatie naar Den Haag om er met Mercy d'Argenteau een voor Vlaanderen zo gunstig mogelijke regeling te onderhandelen.
Als gevolg hieraan nodigde Mercy d'Argenteau in januari 1791 Raepsaet en enkele andere vertegenwoordigers uit naar Brussel en Raepsaet kreeg de opdracht een grondwetsproject voor Vlaanderen op te stellen. Hij aanvaardde, maar heeft nooit een tekst ingediend. Hij bleef sceptisch tegenover het Oostenrijks bestuur want, zo vond hij, de hervormingen van Jozef II had men wel ingetrokken, maar dit belette niet dat men ze in stilte toch gedeeltelijk doorvoerde en vooral ook repressief optrad tegenover allen die aan de revolutie hadden deelgenomen, ondanks de afgekondigde amnestie.

## 1792
Toen einde 1792 de Franse troepen het land binnenvielen, was Raepsaet hun eerder gunstig gezind. Hij aanvaardde de vernieuwing van de magistraat en bij de georganiseerde verkiezing werd hij door zijn wijk tot gevolmachtigde verkozen. Op 19 november kwamen de gevolmachtigden bijeen en Raepsaet werd tot hun secretaris verkozen, met zijn oom Hubert De Smet als voorzitter. Op 7 december was hij ook secretaris voor de verkiezing van 16 voorlopige vertegenwoordigers van Oudenaarde. Hij wilde erbij zijn en zijn invloed doen gelden, maar dit betekende geenszins dat hij het met de principes van de Franse Revolutie eens was.
Hij haakte af toen op 15 december 1792 de Franse Conventie de aanhechting van de Zuidelijke Nederlanden bij Frankrijk beval. Hij trok in vrijwillige ballingschap naar Aardenburg in Staats-Vlaanderen en keerde pas in maart 1793, na het vertrek van de Fransen, naar Oudenaarde terug.

## 1793-1794
Metternich, de gevolmachtigd minister die tijdens de Tweede Oostenrijkse restauratie de leiding over de Zuidelijke Nederlanden had, wilde alle politieke strekkingen verzoenen, teneinde zich zo sterk mogelijk op te stellen tegenover een verwachte nieuwe Franse inval.
Hij deed hiervoor ook een beroep op de invloedrijke Raepsaet en bood hem een plaats aan in de Geheime Raad. Deze weigerde, omdat hij vreesde hierdoor afgesneden te worden van zijn natuurlijke machtsbasis. Hij werkte wel met Metternich samen en kreeg de opdracht de vernieuwing van de magistraten in Vlaanderen te organiseren. Hierbij spande hij zich in om de laatste resten van de vernieuwingen van Jozef II ongedaan te maken. Hij werkte ook mee aan het verzet dat werd georganiseerd tegen de verwachte Franse inval.

## 1794-1799
Toen die aanval in juni 1794 werd ingezet, vluchtte Raepsaet uit Oudenaarde en vestigde zich in het Zeeuwse Goes. Hij nam zelfs alle archieven van de kasselrij Oudenaarde met zich mee. Toen geen terugkeer van de Oostenrijkers meer te verwachten was keerde hij in maart 1795 naar Oudenaarde terug, om te ontsnappen aan de status van émigré. De toestand was er voor hem niet rooskleurig; hem was zijn openbare functies ontnomen, met inbegrip van de kas van de kasselrij Oudenaarde, zijn goederen stonden onder sekwester en zijn woonhuis was openbaar verkocht aan kroegbaas P. Cromphout. Raepsaet had het geluk dat hij met Cromphout een overeenkomst kon sluiten en zodoende zijn eigendom kon terugkopen.
Raepsaet hernam onmiddellijk het contact met andere gewezen patriotten die zich niet neerlegden bij de annexatie door Frankrijk. Hij werd nauwgezet in de gaten gehouden, als samenzweerder tegen de Franse republiek. In maart 1796 werd vastgesteld dat hij aan een 'samenzwering' had deelgenomen bij ridder de Gellinck op het kasteel van Nokere Pas een jaar later werd hij in staat van beschuldiging gesteld, maar het dossier werd te licht bevonden om hem te arresteren.
Einde 1798 werd hij dan toch opgepakt, samen met andere Vlamingen, als gijzelaar in het kader van de repressie van de Boerenkrijg. De gijzelaars werden naar Parijs gevoerd en de bedoeling was hen naar het eiland Cayenne te verbannen. De uit Vlaanderen afkomstige parlementsleden in Parijs spanden zich zeer voor hun streekgenoten in en in mei 1799 kregen ze hun vrijheid terug.
Stilaan verzoende Raepsaet zich met de nieuwe toestand. In hetzelfde jaar 1799 trouwde zijn dochter Sophie met Mathijs Ketele, de vertrouwensman van het eerste uur van het Franse bewind in Oudenaarde die in 1801 maire van de stad en in 1811 voorzitter van de rechtbank zou worden.

## 1799-1814
Het Consulaat gaf hem de gelegenheid zich met het nieuwe bewind te verzoenen. Hij waardeerde Bonaparte die internationale vrede en binnenlandse stabiliteit verwezenlijkte.
In 1800 aanvaardde Raepsaet een uitnodiging om in Parijs de viering van het feest van de Republiek bij te wonen. Vanaf 1801 werd hij, omwille van zijn vermogen, op de lijst van de notabelen geplaatst en vanaf 1807 stond hij op de lijst van de 600 hoogste belastingbetalers van het departement van de Schelde. Waar hij voordien in rapporten beschreven stond als iemand van wie men de moraliteit en het patriottisme niet kon garanderen, werd hij in een rapport van juni 1801 beschreven als een rechtsgeleerde met uitmuntende verdienste en een goed bestuurder. Op 18 maart 1802 werd hij tot lid benoemd van de algemene raad van het Scheldedepartement. Hij was voortaan weer helemaal opgenomen in de kringen van de Franse elite. Hij werd al direct voorzitter van de raad. Hij bleef daar niet lang zetelen, want op 15 september werd hij lid van het 'Corps Législatif' in Parijs en bleef in deze wetgevende vergadering zetelen tot einde 1813.
Zijn vrije tijd besteedde Raepsaet voortaan aan de geschiedenis. In 1806 publiceerde hij een werk over Karel Martel.
Hij bestudeerde ook de oorsprong van de rederijkerskamers.

## 1814-1830
Toen het Verenigd Koninkrijk der Nederlanden tot stand kwam, trad Raepsaet opnieuw in actie om zijn ideeën te doen ingang vinden, met name de terugkeer naar het ancien régime. Hij eiste het integrale herstel van de toestand van voor 1794 en was voorstander van een terugkeer onder Oostenrijks gezag. Toen dit onhaalbaar bleek, schaarde hij zich achter de idee van het Verenigd Koninkrijk der Nederlanden. Hij schreef zijn ideeën hierover neer en bezorgde ze aan de koning. Hij werd voor besprekingen bij de koning ontboden en hij bood hem in september 1814 een project van nieuwe grondwet aan. Hij werd als medesecretaris gelast met het opstellen van de Nederlandse Grondwet van het Koninkrijk der Nederlanden. In de commissie werd hij geconfronteerd met de volledig tegengestelde ideeën van Théordore Dotrenge. Toen zijn visies het niet haalden, trok hij zich terug en voerde propaganda tegen de nieuwe grondwet.
Toch wilde de koning hem niet laten vallen en bood hem het lidmaatschap van de Tweede Kamer aan, wat Raepsaet echter weigerde. Daarop benoemde hij hem tot staatsraad in buitengewone dienst. In 1816 werd hij ook lid van de commissie die het gemeentebestuur van Oudenaarde moest samenstellen, maar zelf werd hij geen lid van dat bestuur. Hij werd voor korte tijd lid van de Provinciale Staten van de nieuwe provincie Oost-Vlaanderen, die het Scheldedepartement verving.
In het voorjaar van 1818 werd tegen Raepsaet een gerechtelijk onderzoek geopend. Hij zou opruiende geschriften hebben ontvangen van de gevluchte Gentse bisschop de Broglie en die verspreid hebben. Hij zou ook priesters tot ongehoorzaamheid hebben aangezet. Het onderzoek bevestigde de beschuldigingen en Raepsaet werd voortaan scherp in het oog gehouden.
Hij werkte in 1827 nog mee aan brochures over de vrijheden van de Nederlandse (Belgische) kerk en over de onderwijsvrijheid, maar was toen al een hele tijd uit de politieke actualiteit verdwenen. Zijn zienswijzen werden, op een aangepaste en minder gezaghebbende manier verder uitgedragen door twee van zijn zoons: Jan-Leopold die zetelde in de gemeenteraad en Richard die secretaris van het bisdom Gent was.

## 1830-1832
Toen de Belgische revolutie ontstond, was Raepsaet tachtig en hield hij zich afzijdig. Niemand van de familie werd in het Nationaal Congres verkozen. Hij stuurde wel enkele historische nota's naar het Nationaal Congres met adviezen voor de leden. Hij pleitte voor een volledige vrijheid van vereniging en voor een gedecentraliseerde, niet al te sterke staat.
De grondwet van 1831 droeg veel meer zijn goedkeuring weg dan die van 1815.

## Historicus en schrijver

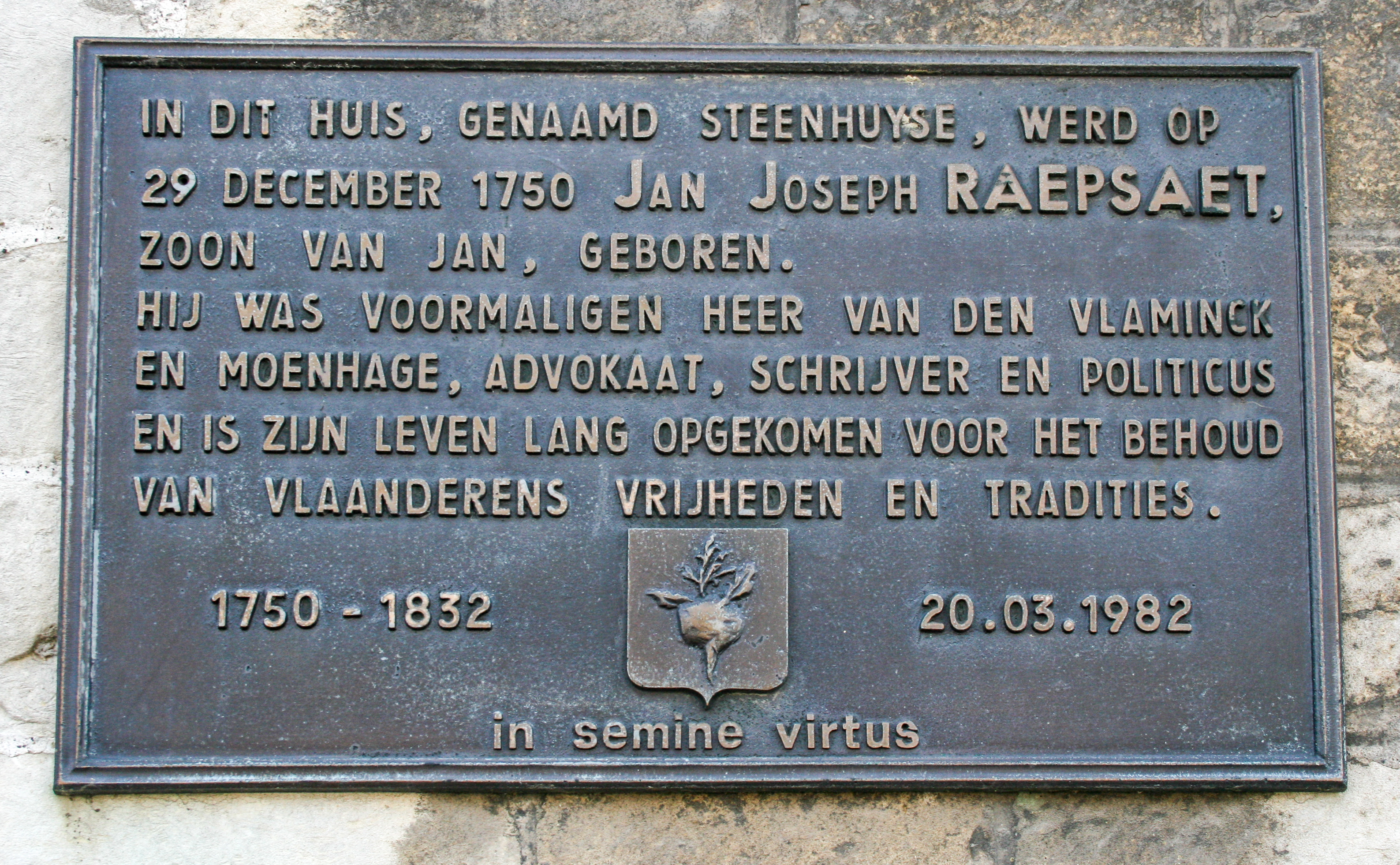

De verminderde invloed in de periode 1815-1830 compenseerde Raepsaet door zijn toegenomen activiteit op het vlak van geschiedschrijving en cultuur. In 1814 werd hij lid van de literaire afdeling van de Société des Arts in Gent en in 1816 werd hij lid van de heropgerichte Koninklijke Academie van Wetenschappen en Fraaie Letteren (voorloper van de Koninklijke Academie). In 1824 werd hij voorzitter van de Oudenaardse commissie 'ter bewaring van de gedenkstukken van kunst en geschiedenis'. In 1827 werd hij lid van de jury voor de prijsvraag over de Vaderlandsche geschiedenis.
Hij schreef een reeks rechtshistorische, historische en politieke werken. Zijn verzameld werk werd in het Frans uitgegeven in Gent tussen 1838 en 1841. Een van zijn leerlingen was de Brusselse advocaat en rechtshistoricus Auguste van Dievoet.

## Publicaties
- Défense de Charles Martel contre l'imputation d'avoir usurpé les biens ecclésiastiques et nommément les dîmes..., Gent, 1806 .
- Recherches sur la nature des inaugurations des princes souverains de 17 provinces des Pays-Bas (z.j.) .
- Histoire de l’origine, de l’organisation et des pouvoirs des États généraux et provinciaux des Gaules, particulièrement des Pays-Bas, 1809 .
- Mémoire sur l'origine des Belges, Gent, 1809 .
- Réponse de Jean Joseph Raepsaet à l'opinion de Théodore Dotrenge, émise en 1815..., Brussel, 1818 .
- Mémoire sur la législation des Gaules depuis la période gauloise germanique jusqu’au XVme siècle, 1820 p. 379.
- Analyse historique et critique de l’origine et des progrès des droits civils, politiques et religieux des Belges et Gaulois, 1824-1826 .
- Schets tot d'historie van den oorspronk en voortgank van de vaderlandsche rechten der Nederlanders (z.j.)
- Œuvres complètes, revues, corrigées et considérablement augmentées par l'auteur, suivies de ses œuvres posthumes, Gent, 1838-1841 .